# 관평도서관
관평도서관은 대전광역시 유성구 소재의 도서관이다.

## 연혁
- 2014년 12월 : 관평도서관 착공
- 관평도서관은 2015년 12월 23일에 개관하였다.[1]

## 시설현황
- 지상3층: 열람실 / 문화나눔공간 / 관평동 주민센터 연결통로 / 대강당 등
- 지상2층: 종합자료실 / 사무실 / 화장실
- 지상1층: 어린이실 / 휴게실 / 화장실
- 지하1층: 기계실 / 전기실 / 방재실 / 지하주차장

## 갤러리

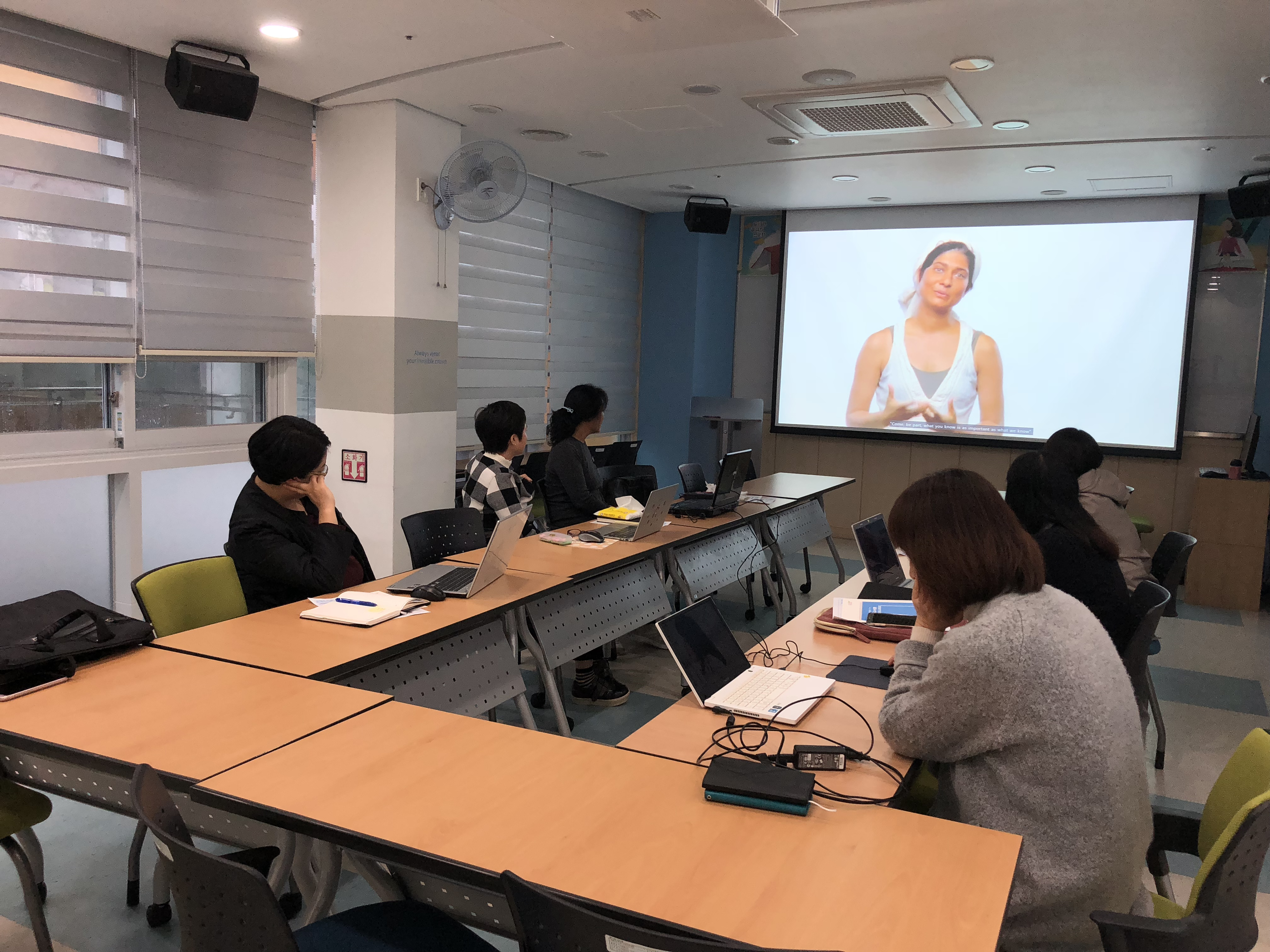
관평도서관 사서 위키백과 교육